# BUL切諾基半自動手槍
BUL切諾基（英語：BUL Cherokee）是一款由以色列槍械製造商BUL軍工廠以捷克烏爾斯基·布羅德兵工廠（CZ-UB）設計的CZ 75為基礎生產的聚合物底把式半自動手槍，亦是BUL風暴手槍的後繼型，發射9×19毫米口徑手枪子彈。

## 概述
切諾基手槍配備了戰術導軌（用於裝上戰術燈等附件），三點式可調風偏瞄準具（可選夜間瞄準具），擴大的扳機護環，安裝在底把以上的拇指式保險裝置和半待擊狀態保險裝置；然而無彈匣保險。底把是注入的纖維增強聚合物結構。底把是注射成型、纖維增強聚合物結構。槍管和套筒分別是由18CrMo4和34NiCrMo6兩款合金钢所鍛製而成。新型號（第二代）具有自然的握把角度（104度）。該槍型只有9×19毫米口徑型。

## 外部連結
- （英文）—Manufacturer Website for BUL Cherokee（页面存档备份，存于）
- （英文）—BUL Cherokee at Modern Firearms—Bul Cherokee（页面存档备份，存于）